# Spinifex hirsutus
Spinifex sericeus là một loài thực vật có hoa trong họ Hòa thảo. Loài này được Labill. miêu tả khoa học đầu tiên năm 1806.